# David Digravio
David Digravio (ur. 26 listopada 1986 r.) – amerykański narciarz dowolny. Najlepszy wynik na mistrzostwach świata osiągnął podczas mistrzostw w Madonna di Campiglio, gdzie zajął 11. miejsce w jeździe po muldach. Nie startował na igrzyskach olimpijskich. Najlepsze wyniki w Pucharze Świata osiągnął w sezonie 2005/2006, kiedy to zajął 41. miejsce w klasyfikacji generalnej.

## Sukcesy

### Mistrzostwa Świata
| Miejsce | Dzień    | Rok  | Miejscowość          | Konkurencja      | Zwycięzca                 |
| ------- | -------- | ---- | -------------------- | ---------------- | ------------------------- |
| 11.     | 9 marca  | 2007 | Madonna di Campiglio | Jazda po muldach | Pierre-Alexandre Rousseau |
| 13.     | 10 marca | 2007 | Madonna di Campiglio | Muldy podwójne   | Dale Begg-Smith           |

### Puchar Świata

#### Miejsca w klasyfikacji generalnej
- 2005/2006 – 41.
- 2006/2007 – 43.
- 2006/2007 – 121.
- 2008/2009 – 86.
- 2009/2010 – 52.

#### Miejsca na podium
1. Jisan – 1 marca 2006 (Jazda po muldach) – 3. miejsce